# ULAS J1342+0928
ULAS J1342+0928 és el quàsar més distant i amb el forat negre més massiu mai detectat. Té un desplaçament cap al roig de z=7.54, superant l'anterior quàsar més distant conegut, ULAS J1120+0641, amb z=7. Està a 13.100 milions d'anys llum de la Terra a la constel·lació del Bover. El forat negre supermassiu és 800 milions cops més massiu que el Sol.

## Descobriment
El 6 de desembre de 2017, es va anunciar que s'havia descobert el quàsar combinant les dades del Wide-field Infrared Survey Explorer (WISE) i observacions d'un dels telescopis Magallanes de l'observatori Las Campanas, a Xile, del Large Binocular Telescope a Arizona i de l'Observatori Gemini a Hawaii. El forat negre del quàsar ja existia quan l'Univers tenia aproximadament 690 milions d'anys (només un 5% de l'edat actual de 13.8 mil milions d'anys).
El quàsar prové del temps conegut com a "època de la reionització", que va ser el moment en què l'Univers va sortir de l'època fosca. S'han observat grans quantitats de pols i gas sortint del quàsar cap a la galàxia que l'envolta.

## Descripció
ULAS J1342+0928 té un desplaçament al roig de 7.54, que correspon a una distància comòbil de 29.36 mil milions d'anys llum de la Terra. A desembre de 2016, és el quàsar més distant mai observat. La llum que s'observa ara a la Terra va ser emesa pel quàsar menys de 690 milions d'anys després del big-bang, ara fa 13.1 milions d'anys.
La lluminositat estimada és de 4x1013 lluminositats solars. Aquesta energia la genera un forat negre supermassiu que s'estima que te 8x108 masses solars. Segons l'investigador principal Eduardo Bañados, "Aquest quàsar en particular és tant brillant que serà una mina d'or per continuar els estudis i serà un laboratori importantíssim per estudiar l'univers primitiu".

## Importància
La llum emesa pel quàsar es va emetre abans de la teòrica fi de la transició del medi intergalàctic elèctricament neutre cap a un estat ionitzat (època de la reionització). Els quàsars poden haver estat una font d'energia molt important per aquest procés, que va marcar el final de l'anomenada època fosca. Per això, observar un quàsar d'abans de la transició té una importància cabdal pels físics teòrics. Gràcies a la seva gran lluminositat en llum ultraviolada, els quàsars son de les millors fonts per estudiar el procés de reionització. Aquest descobriment també posa en dubte les teories de creació dels forats negres, ja que un és un forat negre molt més massiu de l'esperat per l'època de l'Univers en que es va crear, tot i que no és el primer quàsar distant que les posa en entredit.
Una petita porció d'investigadors argumenten que aquest tipus de forats negres supermassius tant grans i difícils d'explicar tan aviat després del big-bang podrien ser una evidència que el nostre Univers és el resultat d'un Big Bounce enlloc d'un Big Bang.